# توماس دين
توماس دين (21 نوفمبر 1920 في المملكة المتحدة - 4 يونيو 2004 في جنوب أفريقيا) (بالإنجليزية: Thomas Dean)‏ هو لاعب كريكت بريطاني وبريطاني (وحمل سابقاً جنسية المملكة المتحدة لبريطانيا العظمى وأيرلندا). لعب مع نادي مقاطعة هامبشاير للكريكت ‏ وDevon County Cricket Club ‏ وEastern Province (cricket team) ‏.

## وصلات خارجية
- توماس دين على موقع إي آس بي آن كريك إنفو (الإنجليزية)